# Даллмар, Хоуи
Ховард «Хоуи» Даллмар (англ. Howard "Howie" Dallmar; 24 мая 1922 года, Сан-Франциско, штат Калифорния — 19 декабря 1991 года, Сан-Франциско, штат Калифорния) — американский профессиональный баскетболист и тренер. Чемпион Национальной ассоциации студенческого спорта (NCAA) сезона 1941/1942 годов.

## Карьера игрока
Играл на позиции лёгкого форварда и тяжёлого форварда. Учился в Стэнфордском университете, в 1946 году заключил контракт с командой «Филадельфия Уорриорз», которая выступала в Баскетбольной ассоциации Америки (БАА), предшественнице НБА, и провёл в её составе всю свою короткую спортивную карьеру игрока. Всего в БАА/НБА провёл 3 сезона. В сезоне 1946/1947 годов Даллмар стал чемпионом БАА в составе «Уорриорз». Один раз включался в 1-ю сборную всех звёзд БАА (1948). В 1942 году Даллмар стал чемпионом Национальной ассоциации студенческого спорта (NCAA), а также самым выдающимся игроком этого баскетбольного турнира. Один раз включался во 2-ю всеамериканскую сборную NCAA (1945). В сезоне 1947/1948 годов Даллмар сделал больше всего передач (120), но уступил Эрни Калверли (119) по среднему показателю передач за игру (2,50 против 2,53). Всего за карьеру в НБА сыграл 146 игр, в которых набрал 1408 очков (в среднем 9,6 за игру) и сделал 340 передач.

## Карьера тренера
После завершения профессиональной карьеры игрока Даллмар стал главным тренером баскетбольной команды «Пенн Квакерс», выступающей в NCAA, которую тренировал на протяжении шести сезонов (1948—1954). Затем он заключил контракт с родным клубом «Стэнфорд Кардинал», также выступавшем в NCAA, и проработал в нём на должности главного тренера двадцать один сезон (1954—1975).

## Смерть
Хоуи Даллмар умер от сердечной недостаточности 19 декабря 1991 года в городе Сан-Франциско (штат Калифорния) в возрасте 69 лет.

## Статистика

### Статистика в НБА
| Сезон                                                                                    | Команда              | Регулярный сезон | Регулярный сезон | Регулярный сезон | Регулярный сезон | Регулярный сезон | Регулярный сезон | Регулярный сезон | Регулярный сезон | Регулярный сезон | Регулярный сезон | Регулярный сезон | Серия плей-офф | Серия плей-офф | Серия плей-офф | Серия плей-офф | Серия плей-офф | Серия плей-офф | Серия плей-офф | Серия плей-офф | Серия плей-офф | Серия плей-офф | Серия плей-офф |
| Сезон                                                                                    | Команда              | GP               | GS               | MPG              | FG%              | 3P%              | FT%              | RPG              | APG              | SPG              | BPG              | PPG              | GP             | GS             | MPG            | FG%            | 3P%            | FT%            | RPG            | APG            | SPG            | BPG            | PPG            |
| ---------------------------------------------------------------------------------------- | -------------------- | ---------------- | ---------------- | ---------------- | ---------------- | ---------------- | ---------------- | ---------------- | ---------------- | ---------------- | ---------------- | ---------------- | -------------- | -------------- | -------------- | -------------- | -------------- | -------------- | -------------- | -------------- | -------------- | -------------- | -------------- |
| 1946/47                                                                                  | Филадельфия Уорриорз | 60               |                  |                  | 28,0             |                  | 64,0             | 0,0              | 1,7              |                  |                  | 8,8              | 10             |                |                | 25,0           |                | 75,0           | 0,0            | 1,6            |                |                | 8,2            |
| 1947/48                                                                                  | Филадельфия Уорриорз | 48               |                  |                  | 27,5             |                  | 74,4             | 0,0              | 2,5              |                  |                  | 12,2             | 13             |                |                | 21,3           |                | 62,5           | 0,0            | 2,8            |                |                | 8,2            |
| 1948/49                                                                                  | Филадельфия Уорриорз | 38               |                  |                  | 30,7             |                  | 71,6             | 0,0              | 3,1              |                  |                  | 7,7              | 2              |                |                | 22,2           |                | 71,4           | 0,0            | 2,0            |                |                | 6,5            |
|                                                                                          | Всего                | 146              |                  |                  | 28,3             |                  | 69,8             | 0,0              | 2,3              |                  |                  | 9,6              | 25             |                |                | 22,7           |                | 68,4           | 0,0            | 2,3            |                |                | 8,0            |
| Наведите курсор мыши на аббревиатуры в заголовке таблицы, чтобы прочесть их расшифровку. |                      |                  |                  |                  |                  |                  |                  |                  |                  |                  |                  |                  |                |                |                |                |                |                |                |                |                |                |                |